# Douglas Michalany
Douglas Michalany (São Paulo, 27 de agosto de 1921 - 9 de março de 2022) foi um professor, historiador, oficial R2 do Exército do Brasil, geógrafo, advogado e membro do Instituto Histórico e Geográfico de São Paulo, da Academia Cristã de Letras e da Academia Paulista de História, Ipê Clube e Rotary Club de São Paulo Sudeste.

## Biografia
Filho do médico imigrante libanês Nagib Fares Michalany com a brasileira Torraca Michalany. Foi atleta  e chegou a ser campeão paulista e brasileiro de natação e polo aquático e também campeão brasileiro de Natação Master.
Escreveu e também coautorou mais de 40 livros nas notadamente nas áreas de história e geografia e no ramo enciclopédico.
Em 1982 foi premiado pela Câmara Brasileira do Livro com Medalha e Diploma de “25 Anos de Dedicação ao Livro”.

## Obras literárias

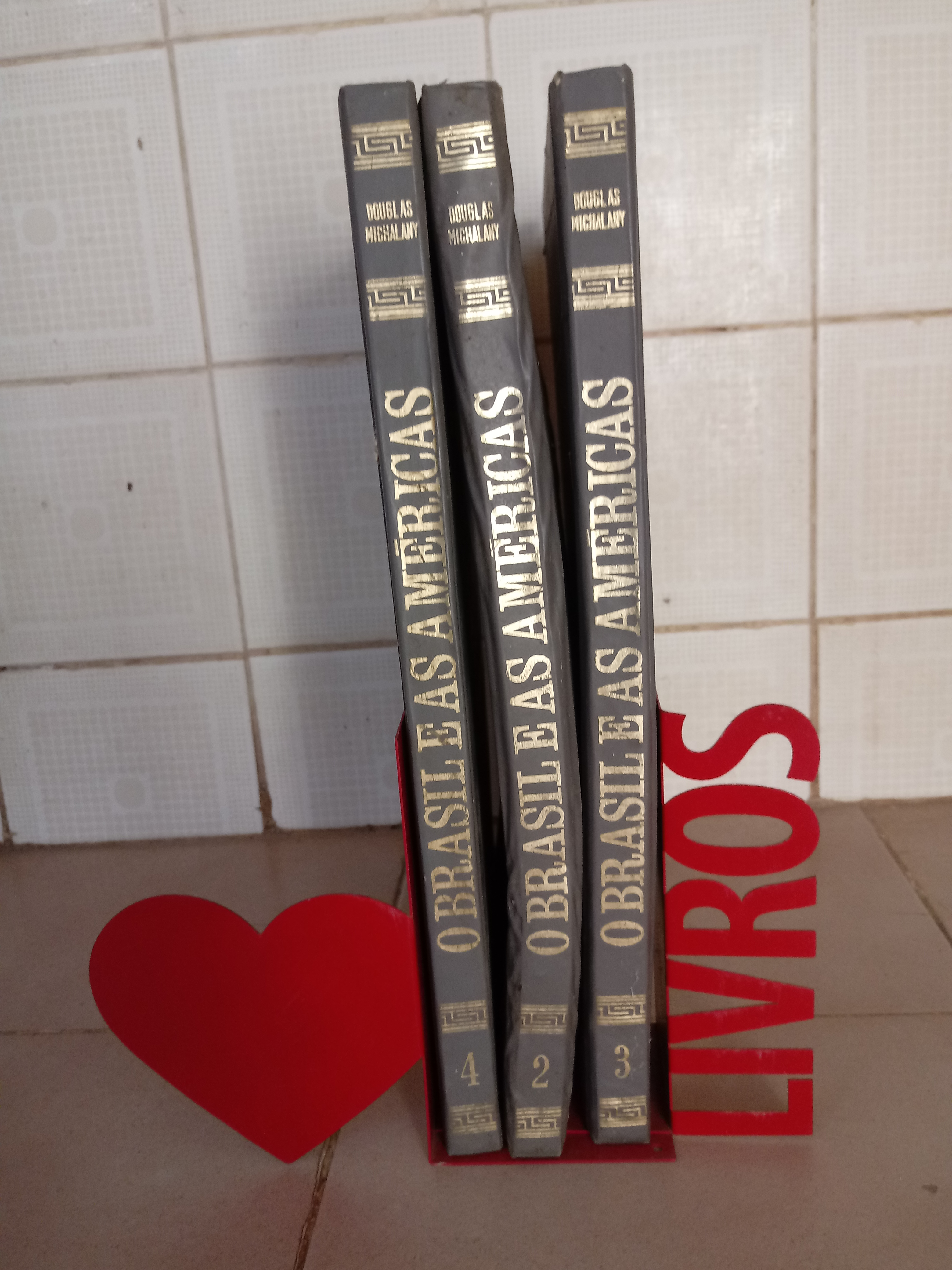
Coleção O Brasil e as Américas, uma das obras.

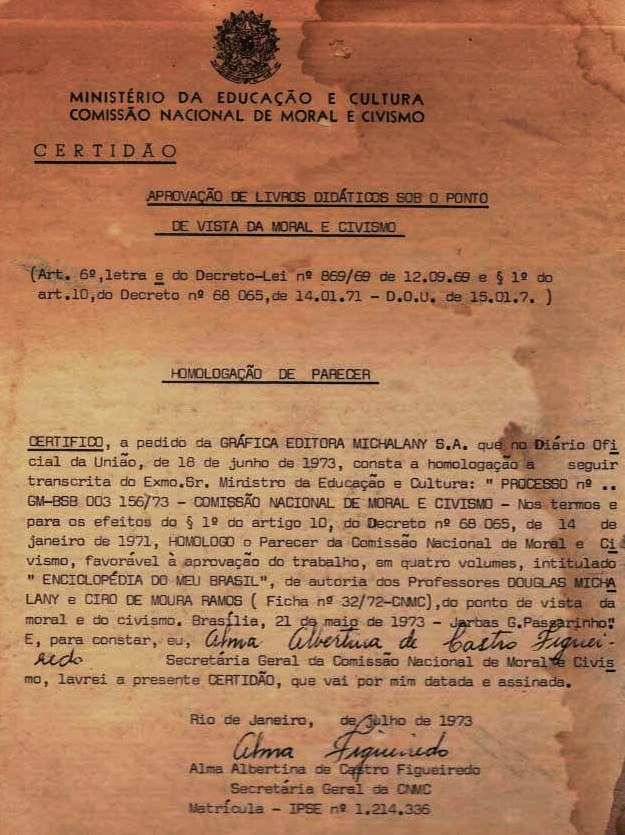
Documento de 1973 em que o Comissão Nacional de Moral e Civismo homologa uma co-produção de Michalany.

- São Paulo no Limiar do seu Quinto Século,
- A Grande Enciclopédia da Vida (9 tomos),
- Curso de Estudos Sociais (3 tomos),
- Universo e Humanidade ( 3 tomos),
- História das Américas (5 tomos),
- História das Guerras Mundiais (6 tomos – coedição com José Eduardo Marques Mauro e Ciro de Moura Ramos),
- Novo Atlas Geográfico Mundial,
- Atlas Histórico, Geográfico e Cívico do Brasil[7]
- Meu Livro de Natal,
- Sermão da Montanha,
- Tradições Cristãs,
- Mural Governantes do Brasil Independente,
- Atlas Enciclopédico Internacional,
- Atlas Enciclopédico Brasileiro,
- Dicionário de Recursos Naturais e Meio Ambiente,
- A Figura de Cristo através dos Séculos”.